# Alwalkeria
Alwalkeria byl rod raných primitivních plazopánvých dinosaurů z období pozdního triasu (stáří kolem 228 milionů let). Jednalo se nejspíše o malého bipedního všežravce. Fosilie tohoto archosaura byly objeveny na území Indie.

## Historie objevu
Jeho fosilie byly objeveny v indickém státě Ándhrapradéš a formálně popsán (jako typový druh) byl roku 1987. Rodové jméno Alwalkeria opravou z původního "Walkeria" stanovili až roku 1994 opět americký paleontolog indického původu Sankar Chatterjee a jeho krajan Ben Creisler.

## Popis
Jediný známý exemplář je neúplný, známe pouze konce končetin, 28 obratlů, stehenní kost, hlezenní kost, část lebky, která je dlouhá 4 cm. Chrup je velmi podobný chrupu dalšího raného dinosaura, eoraptora. Délka tohoto druhu činila jen asi 0,5 metru; podle jiných odhadů pak 1,5 metru a hmotnost přibližně 2 kilogramy.

## Klasifikace
Dříve byl tento taxon považován za bazálního teropoda, dnes je považován za pokročiléjho archosaura nebo dokonce bazálního plazopánvého dinosaura. Někteří vědci však tento taxon pokládají pouze za vzdálenějšího vývojového příbuzného "pravých" dinosaurů.